# Nyayo
Nyayo era un proyecto del gobierno de Kenia para planificar y fabricar coches en este país. El proyecto se inició en 1986 cuando el entonces presidente Daniel Arap Moi encargó a la Universidad de Nairobi a desarrollar estos vehículos.
Se realizaron cinco prototipos, nombrados Pioneer Nyayo Cars y alcanzaron una velocidad de 120 km/h. Nyayo Motor Corporation fue establecido para producir en masa estos coches. Sin embargo, debido a la falta de fondos, y el mal funcionamiento del vehículo, demostrado en Kasarani Sports Complex en 1991, el vehículo nunca entró en producción.
Más tarde, el 4 de enero de 1994, Nyayo Motor Corporation fue renombrado a Numerical Machining Complex Limited, fabricando piezas de metal para diversas industrias locales.